# Julio Mattos
Julio Mattos (Buenos Aires, 30 marzo 1940) è un ex calciatore argentino, di ruolo difensore.